# Los Solidarios
Los "Solidarios", también conocidos como el "Crisol", por el periódico del mismo nombre  -"El Crisol"- que acordaron poner en marcha en 1923, fue un grupo de resistencia armada, formado en torno a 1922 por anarquistas españoles y creado para hacer frente a la represión gubernamental y patronal contra el movimiento obrero anarcosindicalista de Barcelona. Junto con otros grupos de afinidad similares, consideraban la lucha obrera armada no solo como un elemento defensivo contra la violencia estructural del Estado, sino como el único modo de llevar a cabo la revolución que culminase en la desaparición del mismo, incluso a costa de prescindir de los sectores más moderados del anarcosindicalismo como los liderados por Ángel Pestaña y Salvador Seguí.

## Historia
Surgió como sucesor de un grupo anterior llamado "Los Justicieros". Éste surge en torno a 1919, según versiones en la ciudad de San Sebastián, entre activistas vascos y aragoneses que se encontraban trabajando en la construcción del Gran Kursaal. El testimonio del albañil valenciano Ricardo Ortiz -miembro de Los Solidarios-, apunta a que la reunión fundacional tendría lugar en el domicilio de Inocencio Pina "el Negro" en Zaragoza. En cualquiera de los casos, pueden no ser versiones contrapuestas y ser en este momento en que se integran oficialmente al Grupo el propio Pina, Domingo Ascaso y Torres Escartín. Miembros destacados del mismo fueron Buenaventura Durruti, Gregorio Suberviola y Marcelino del Campo "el Torinto". 
Diversas fuentes polemizan sobre el momento en que tiene lugar la reunión que dio lugar a la constitución del grupo de afinidad conocido como "Los Solidarios" en la que se integrarían los miembros del grupo "Los Justicieros" que a su vez pudiera haberse fusionado con el grupo catalán "Crisol" en el que podría estar militando Francisco Ascaso. Historiadores como Diego Navarro Bonilla, Abel Paz o César Vidal, aportan versiones dispares de tales hechos. Más allá de controversias, el grupo "Los Solidarios" se constituye en la mencionada reunión que tuvo lugar en el domicilio de Domingo Ascaso en la calle de San Jerónimo en Barcelona en 1922. Hay divergencias también respecto de los primeros "solidarios"; según testimonio de uno de sus principales protagonistas, Aurelio Fernández Sánchez  apodado "el Jerez", lo fundarían hombres de gran valía y veteranos en la acción política y las luchas sociales tales como Buenaventura Durruti, Juan García Oliver, Ricardo Sanz García, Antonio Ortiz, Gregorio Jover, Rafael Torres Escartín, Eusebio Brau, Alfonso Miguel Martorell, entre otros y hasta trece, siendo el decimotercero el propio Francisco Ascaso que probablemente aún permanecía en la cárcel al momento de celebrarse la importante reunión fundacional. Meses después nuevos integrantes se incorporan destacando la inclusión de cuatro mujeres: Juliana López Mainar - delegada junto con Durruti de la Federación de Grupos Anarquistas-, María Luisa Tejedor, Ramona Berni i Toldrá - ambas tejedoras- y la cocinera Pepita Not. En realidad es difícil distinguir entre integrantes y militantes colaboradores, algunos de ellos pertenecientes a otros grupos de afinidad de similares intereses o discursos.
Era un grupo mayoritariamente de militantes anarcosindicalistas jóvenes, avezados en las luchas obreras, trabajadores manuales y con inquietudes intelectuales. Organizados en una estructura horizontal, sin jefes, contaban con el respaldo de simpatizantes de toda condición social, siendo destacable la colaboración desinteresada del abogado barcelonés Juan Rusiñol.
Surge este Grupo, como otros de afinidad que proliferaron en esta época, en el contexto internacional complejo del período de entreguerras donde la violencia, el estraperlo, el espionaje ligado a los diferentes bandos y a la policía, son la tónica general, aparte del importante movimiento obrero internacional que protagoniza una oleada de huelgas y revueltas en Rusia, Hungría (la República de los Consejos), Alemania (levantamiento espartaquista, sublevación obrera en el Ruhr y Hamburgo), Italia (biennio rosso), Estados Unidos (huelga general en Seattle), Argentina (huelga de la semana trágica), etc con los objetivos de hacer efectiva la revolución social, así como la creación de partidos comunistas y organizaciones sindicales. Además, la creación del Sindicato Libre patronal, la evolución salvaje del capitalismo en torno a una sociedad todavía con prácticas caciquiles y donde la violencia era una práctica extendida como instrumento en la lucha de clases. Una sociedad carente de una legislación que garantizara la dignidad y los derechos laborales de un proletariado consciente de la precariedad de su situación y con un sistema parlamentario que en realidad no era tal, que aplica de forma indiscriminada la Ley de Fugas y reprime las huelgas con violencia. Igualmente, la impronta de la Escuela Racionalista aviva los debates y las demandas sociales de mejora. Al mismo tiempo, activistas que se exilian a Francia durante la Dictadura de Primo de Rivera, desertores del servicio militar, etc. se impregnan de ideas anarquistas influenciadas por la corriente del llamado “ilegalismo” desplegando dicho bagaje al regresar a España con la República.
Pudiera resumirse la ideología que les unía con una cita de Francisco Ascaso contenida en uno de los numerosos artículos de colaboración que publicó en 1922 durante su estancia en la cárcel de Zaragoza titulado "Partido y clase obrera" para el Semanario "Voluntad" que reza así : " La lucha cotidiana no es otra cosa que la preparación de la clase obrera, y es por ésa práctica por la que los trabajadores adquirirán la experiencia que los hará aptos para mostrar que la emancipación económica y política ha de ser obra de ella misma. Si esa labor la clase obrera la confía a unos dirigentes o a un partido político, no sólo no alcanzará su propósito, sino que forjará nuevas cadenas. Los hombres providenciales no existen. El único factor es el proletariado en armas...".
Son numerosos los hechos violentos que se les atribuyen, asaz de otros que rozan la leyenda con la que suele rodearse a este tipo de personalidades en el imaginario colectivo. Para llevar a cabo su lucha armada, montaron una red para compra y depósito de armas con las que se atentaba contra elementos del Sindicato Libre patronal. Intentaron sin éxito acciones de venganza contra Miguel Arlegui y Martínez Anido -una vez cesados en 1922 por el presidente Sánchez Guerra al excederse en el ejercicio de sus cargos en materia de seguridad y orden público-. Exitoso fue el asesinato del cardenal conservador Juan Soldevila en junio de 1923 a quien consideraban instigador del terrorismo patronal contra la clase obrera y de permanente enfrentamiento a través de sus discursos pastorales, a mayores de atribuirle participaciones en negocios ilegales como casas de juego, contrataciones de obra, etc. Además latía la necesidad de así vengar el asesinato del dirigente anarquista Salvador Seguí a manos de los pistoleros del "Libre" (Sindicatos Libres) en 1921 en Barcelona. La autoría se atribuyó a Francisco Ascaso y Rafael Torres Escartín, el primero juzgado en rebeldía tras fugarse de la cárcel de Predicadores, y el segundo detenido y tras una larga estancia en la cárcel, liberado en 1931, murió asesinado en 1939 por fuerzas franquistas en el manicomio donde finalmente había sido internado. Asimismo, el acopio de fondos tenía como destino no solo la adquisición de armas y el sufragio a las familias de los presos políticos, sino también la apertura de escuelas, editoriales e imprentas para la difusión del ideario libertario, no solo en España - así el francés y el italiano eran lenguas comúnmente utilizadas-.
El advenimiento en septiembre de 1923 de la Dictadura de Primo de Rivera con el beneplácito del monarca Alfonso XIII, cuya imagen estaba si cabe más deteriorada a raíz del desastre de Annual, hacía que la situación y el futuro del movimiento obrero y anarquista cobrara tintes nada halagüeños. El general había pactado con los dirigentes de la conservadora Liga Catalana su respaldo al golpe a cambio de la promulgación de un estatuto de autonomía para Cataluña y la supresión de la CNT tan perjudicial para los intereses de la burguesía afiliada a su partido. La CNT y los grupos de afinidad sabían lo que se avecinaba pues ya desde el mes de febrero, por los rumores y las informaciones provenientes de colaboradores en las filas del ejército como el capitán Alejandro Sancho, conocían de los preparativos. La CNT y la Federación de Grupos Anarquistas acordaron crear un Comité Revolucionario al objeto de preparar una insurrección popular. Las disidencias y las diferentes corrientes de pensamiento en su seno sobre la futura sociedad revolucionaria y los modos de alcanzarla, una vez más dividía a sus integrantes y dirigentes. Para Los Solidarios no había dudas: golpear a los verdaderos culpables de tanta violencia estructural del estado y la patronal, y conseguir fondos para su causa con la organización meditada de asaltos a la banca, la administración y los grandes empresarios.
El 1 de septiembre llevan a cabo el famoso asalto a la sucursal del Banco de España en Gijón obteniendo un botín de 850.000 pesetas que serviría para pagar un importante arsenal de armas adquiridas a la fábrica vasca Gárate y Anitúa sita en Éibar para lo cual los fabricantes simularon un contrato de compraventa legal hacia Sudamérica vía el puerto de Barcelona donde a Los Solidarios no les resultaría complicado la recogida y ocultación. La operación no pudo rematarse con éxito a causa del golpe de Primo de Rivera el 13 de ese mes, de manera que las armas quedaron abandonadas en los almacenes portuarios con el consiguiente retorno a origen al poco tiempo de dejarse de percibir el abono correspondiente a los gastos de almacenamiento.
En 1924 dejó de publicarse el principal periódico anarquista Solidaridad Obrera, el Partido Socialista y la UGT aceptaron colaborar con la dictadura ocupando puestos en los llamados "comités paritarios" para la resolución de conflictos laborales, en la cartera de Trabajo Largo Caballero no cumpliría las expectativas obreras, además se prohibieron las huelgas y la clandestinidad se cernía una vez más sobre las actividades sindicales y de la CNT. Pero la recuperación para los cargos de director general de orden público y como ministro de la gobernación de Miguel Arlegui y Martínez Anido respectivamente, auguraban malos tiempos para los ácratas. 

### En el exilio
Por su parte, las tensiones entre anarquistas y sindicalistas, los reproches y la condena a sus actividades por los círculos confederales, unido al hecho de que muchos de sus integrantes estaban presos o muertos, acabaría poco a poco desintegrando el grueso del grupo de Los Solidarios que, aunque no llegaron a decidir la disolución oficial del Grupo, optó por facilitar el exilio de parte de sus cabecillas tales como Aurelio Fernández, García Oliver, Durruti, Ascaso y otros miembros que huyeron a Francia primero y después a América Latina, donde se les imputan más atracos en México, Chile y Argentina y en torno a los cuales se recrean numerosas anécdotas. Durruti, Francisco Ascaso y Gregorio Jover serán los protagonistas en su periplo por América, si bien su labor y actividades en el exilio cuentan con la colaboración de numerosos correligionarios, exiliados españoles y colectivos ácratas que les van a proporcionar ayuda y sobre los que dejaron su impronta a lo largo de su periplo por tierras americanas. La labor de difusión de los ideales libertarios es una constante, lo mismo que el desempeño de diversos trabajos como obreros manuales que les permitieran no solo sobrevivir, sino compartir la precariedad laboral de la clase obrera de aquellas latitudes, en general en situaciones de mayor atraso en cuestión de derechos humanos que las que ellos habían experimentado en el Viejo Continente. 
En La Habana en 1924 con el apoyo del poderoso Sindicato Fabril, Durruti, Ascaso y Jover, organizaron una Federación Nacional de Grupos Anarquistas y volvieron a editar el Semanario Tierra y el Periódico El Progreso con la colaboración de activistas exilados españoles. Trabajaron en la dura actividad de la recolección de caña de azúcar donde conocieron las condiciones de semi-esclavitud en que se realizaba no exenta de abusos por parte de los hacendados que no dudaban en emplear métodos represivos de extrema violencia ante cualquier manifestación obrera reivindicativa de mejores condiciones laborales. Está documentado el ajuste de cuentas con alguno de los propietarios por parte de estos Solidarios en el exilio que rubricaron con el apelativo de "Los Errantes". Tras viajar a México, en marzo de 1925, pasaron a engrosar el escueto trío, otros dos Solidarios huidos de Francia: Alejandro Ascaso y Miguel García Vivancos. Los investigadores, no sin cierta confusión y con la cautela que genera la falta de pruebas fehacientes, incluyen a Gregorio Jover, otros a Gregorio Martínez, incluso a García Vivancos, como formando parte del grupo de los cinco. Perpetraron el atraco a la fábrica de textil La Carolina, parte de cuyo botín donaron al periódico de la CGT mexicana con importantes problemas económicos y a la Comisión Pro-Escuela para la promoción de una Escuela Racionalista. Tales actividades delictivas les mantenían en permanente movimiento y huyendo del cerco policial, llegaron a Valparaíso en junio de 1925, donde para proveerse de fondos destinados a sus correligionarios chilenos y a su causa en España, atracaron el Banco de Chile en la capital del país, Santiago de Chile. Uno de los integrantes va a intentar regresar a España con parte del botín, de forma infructuosa por cuanto es apresado sin poder completar su viaje, quedando cuatro miembros que encaminan sus pasos a la Argentina donde siguieron sus prácticas de "expropiación" a la burguesía (anarquismo expropiador) cuyo relato ha sido objeto de crónica por el historiador Osvaldo Bayer en su libro de ensayo "Los anarquistas expropiadores". Es en este momento en que Alejandro Ascaso abandona el Grupo definitivamente como militante anarquista para iniciar en Costa Rica otra vida, con otra identidad, sin renunciar a la lucha por la justicia pero desde la dirección de los periódicos La Nación y La Tribuna. En Buenos Aires la situación que se van a encontrar es bien distinta por cuanto las divisiones internas de la militancia entre partidarios de la lucha armada y sus detractores, entre los que se encuentran al leonés exilado en 1905, Diego Abad de Santillán, son radicales. Dos emblemáticos periódicos argentinos, La Antorcha y La Protesta respaldan las respectivas posturas. En la ciudad de San Martín, con la colaboración de los famosos militantes argentinos Andrés Vázquez Paredes y Miguel Arcángel Roscigna, atracaron la sucursal del Banco Nación, acción que tendría consecuencias graves a medio plazo, ya que legitimó la solicitud de extradición cursada por el Gobierno Argentino una vez apresados en Francia en 1926.
A estas alturas otros miembros importantes del grupo, García Oliver y Aurelio Fernández, se hallaban en tierras mexicanas huyendo de la difícil situación que se vivía para ellos en Francia.

### De regreso a Europa
A lo largo de todos estos años de exilio de sus miembros, la prensa española no dejó de hacerse eco de sus actividades, provocando duras críticas por parte de la dirección de la CNT, cuyo líder Ángel Pestaña, al igual que había hecho de forma muy crítica Abad de Santillán, mostró su desaprobación hacia este modo de financiación a pesar de la simpatías que también generaba entre la militancia de base. José Peirats, por su parte, en su libro "De mi paso por la vida" califica de "calumnias burguesas" el relato de tales acciones en la falsa idea de que era una construcción comunista para desacreditarlos.
En abril de 1927 atracaron en el puerto francés de Cherburgo, estableciéndose por breves temporadas en París y en Bruselas donde vivieron clandestinamente e iniciaron reuniones con sus compañeros de Los Solidarios y otros activistas para preparar nuevas actuaciones continuando con su lucha revolucionaria. Es entonces que a propuesta de militantes italianos, entre los que destaca Errico Malatesta, que Francisco Ascaso y Durruti se involucran en el plan para atentar contra el líder fascista Benito Mussolini. Se acuerda que participen también Alfonso Miguel, Gregorio Jover y García Oliver. Mas los españoles abandonan la idea debido a que los italianos carecen de posibilidades de financiar la parte correspondiente a quince mil francos y tampoco les garantizan la huida.
Previendo que el rey Alfonso XIII viajaría a Francia a finales de junio de ese año, se plantean atentar contra su vida el grupo formado por Durruti, Ascaso, Jover, García Oliver y Aurelio Fernández. Conocedores de la intriga, la policía francesa logra detener a los dos primeros que en su defensa alegaron su intención de secuestrarlo a fin de provocar un cambio de régimen y no de atentar contra su vida. A su vez García Oliver y Aurelio Fernández deciden regresar a España con la idea de atentar contra el dictador Primo de Rivera, resultando fallido por causa de un accidente de tráfico en Navarra del grupo asignado para llevarlo a cabo. Igual fracaso obtendría el complot en colaboración con el grupo secesionista La Bandera Negra, para dinamitar el puente sobre la vía férrea Sitges-Garraf por la que transitaría el tren que trasladaba a los monarcas. Otros dos intentos más para acabar con el rey en esa zona tampoco tuvieron éxito. 
El cerco policial, ante tal avalancha de acciones revolucionarias, se salda con la detención de Juan García Oliver mientras intentaba huir a pie hacia la frontera francesa siendo condenado a ocho años de cárcel. Aurelio Fernández fue igualmente detenido en Madrid. Gregorio Jover es detenido en Francia y trasladado a la prisión de La Santé, donde permanecían Durruti y Ascaso. Otros militantes corrieron la misma suerte e incluso alguno fue objeto de la aplicación de la Ley de Fugas como es el caso del conocido bajo el pseudónimo de "Vera". En octubre de 1926 se inicia en Francia lo que sería un largo proceso judicial para los tres "solidarios", pues si bien son condenados a penas de seis meses de prisión en el caso de Ascaso y tres para Durruti y Gregorio, las complicaciones vinieron por las solicitudes de extradición cursadas por Argentina y España. Se organizó en las calles una campaña de solidaridad internacional para su liberación, similar a la que habían protagonizado los anarquistas Sacco y Vanzetti a raíz de sus condenas de ejecución en los EE.UU en 1920. Al igual que en aquella ocasión, es el militante francés Louis Lecoin quien lidera toda una campaña a favor de los anarquistas hispanos, junto con Sébastien Faure, creando para este caso un Comité de Defensa Anarquista (CIDA), y logrando implicar a la influyente Liga de los Derechos del Hombre -prestigiosa asociación francesa dedicada a la defensa de los derechos civiles- así como a políticos, parlamentarios, a intelectuales, a organizaciones e intelectuales en el exilio como Miguel de Unamuno y a la prensa. El caso provocó mucha polémica no solo por sus detractores de derechas, sino entre las propias filas anarquistas, en el parlamento francés y para las organizaciones de derechos civiles por cuanto se puso en tela de juicio la propia definición y alcance del calificativo de preso-político para los Solidarios. En diciembre de 1926 es desestimada la petición de extradición a España suponiendo un duro golpe para el gobierno de Primo de Rivera. La presión del Estado Argentino cuya prensa calificaría de “insulto a la Argentina”, continúa, pero al Gobierno francés le interesa retrasar la solución a los arrestos que, calificados de ilegales por sus protagonistas, amenazan con iniciar una huelga de hambre como medida de presión a lo que aquel reacciona trasladándolos a la enfermería para, en caso necesario, someterles a alimentación forzosa. Ante la inminente extradición a la Argentina y por las dimensiones que estaba tomando el caso, se anuncia retrasarla hasta que la Cámara de Diputados votase la Ley de Garantías ya visada por el Senado francés y que estipulaba en su artículo 18 la imposibilidad de que cualquier ciudadano en su territorio pudiera ser entregado a otro país tras haber transcurrido 30 días desde la notificación de la concesión de extradición. Asimismo, late la prevalencia del derecho de asilo frente a supuestas actuaciones sin las debidas garantías hacia la integridad física de los extraditados por parte de la policía argentina. La situación vuelve a dar un giro cuando el 28 de abril se autoriza nuevamente la extradición, pero a estas alturas los movimientos de apoyo a los presos españoles habían caldeado el ambiente en las calles del país sudamericano y ya no se veía tan necesario apresurarse en su traslado. Apelando al art. 18 de la Ley de Garantías recientemente modificada, se inhibía sin que de nada le valiese al gobierno francés el argumento de extensión del plazo a 3 meses para el caso de tratarse de países sudamericanos. La situación en Francia adquiría tintes de crisis política y de escándalo mediático y social. Finalmente, la solución se demoró por vericuetos legales y políticos hasta el 9 de julio de 1927 en que el gobierno argentino retira la demanda de extradición, siendo a las pocas horas liberados y concediéndoles un plazo de quince días para abandonar Francia.
Durante esos días frecuentaron a correligionarios franceses, a Séverin Férandel, los ambientes de la famosa Librería Social Internacional, llegando a conocer al revolucionario anarquista ucraniano Néstor Makhno, a quien Ascaso dedicaría una emotiva necrológica el 31 de julio de 1934 en el periódico Solidaridad Obrera. 
El balance de la situación del Grupo de los Solidarios en 1927 no era muy optimista: tres de sus componentes habían muerto a manos de la policía, otros estaban encarcelados y el resto vivía en el exilio. 
En el caso de Ascaso y Durruti, expulsados finalmente del país francés, se establecerán en Bélgica -país receptor por excelencia de refugiados políticos de diversos países: Rusia, Italia, Hungría, España…- donde afianzaron lazos con sus correligionarios belgas entre los que cabe destacar Leo Campion o el activista Hem Lay. Mas regularizar su situación y obtener papeles de residencia les resulta imposible, obligándoles a una errancia constante. En octubre de 1928 se trasladan a Berlín donde son acogidos por compañeros alemanes destacados como Fritz Kater, Rudolf Rocker o el poeta Erich Mühsan, pero ante el riesgo de ser detenidos y enviados a España, deciden organizar su marcha nuevamente a tierras mexicanas, cosa que no llegará a suceder ante las inminentes noticias de la posible caída del régimen de Primo de Rivera en España, a donde regresarán el 15 de abril de 1931.

### Años 1931-1934
Con la proclamación de la Segunda República Española (1931) y la previsible promulgación de una Ley de Amnistía, varios de los miembros del Grupo regresan del exilio y otros, presos en diversas cárceles españolas, se preparan para intervenir en la reorganización de la CNT y el afianzamiento de la FAI (Federación Anarquista Ibérica)-creada como nueva agrupación anarquista en 1927-, en su idea de continuar el proceso de lucha revolucionaria interrumpido.
Los historiadores no se ponen de acuerdo sobre cómo el Grupo de los Solidarios adopta la nueva denominación “Nosotros”. Según la versión de Ricardo Sanz tiene lugar en 1932 durante una reunión de la Federación Local de Grupos en Barcelona donde concurren más de treinta grupos de afinidad incluido uno formado por jóvenes militantes que se presentan con el nombre de los Solidarios, causando la simpatía de los viejos anarquistas que en una reacción repentista deciden presentarse entonces con el nombre de Nosotros. Por su parte García Oliver en su obra, data en los primeros meses de 1933 el cambio de denominación con ocasión de una visita de Ascaso y Durruti a la cárcel donde se encontraba preso. Y José Peirats sitúa la decisión a mediados de 1934.
Las posturas del Grupo a lo largo de estos años se identificarían con la tendencia anarquista revolucionaria dentro de la FAI, donde coexiste con otra anarcosindicalista más moderada y próxima a las posturas de Ángel Pestaña o Abad de Santillán. Su objetivo es reforzar el papel del anarquismo dentro de la CNT. Pero las divisiones en el seno de la Confederación llegando a su punto más álgido con la escisión de los llamados “Treintistas”, así como dentro de la propia FAI respecto de las relaciones mutuas con el Grupo Nosotros, siguen generando importantes enfrentamientos en los militantes y los dirigentes.
Aunque no exento de polémica sobre cómo sucedió, parece que tuvo lugar una reunión de cinco de los viejos solidarios en el Bar La Tranquilidad en la Avenida del Paralelo de Barcelona de cara a establecer las líneas maestras de actuación del grupo Nosotros en relación con la FAI. En la Asamblea Plenaria del Sindicato Fabril y Textil, Oliver y Durruti proponen la creación de un Comité de Defensa que obtendrá el respaldo en el Pleno de Regionales y aunque solo se hizo efectivo finalmente en Barcelona, dio lugar a la constitución en diversos lugares de “secciones de defensa” y también de un Comité de Defensa Local central integrado por seis de los más reputados militantes del Grupo : Ascaso, Durruti, Jover, Oliver, Aurelio Fernández y Ricardo Sanz, quedando plasmada la importancia y prestigio de sus militantes. Esta situación actuó como desencadenante de la publicación del “Manifiesto de los Treintistas” (en el periódico L´opinió del 30 de agosto de 1931) en que se defendía la independencia de la CNT en lo que podría considerarse un ataque a la FAI, hasta el punto que el Gobierno Republicano se refiere a los Treintistas como “la parte sensata” de la Confederación. Pero dos meses más tarde la balanza se va a decantar claramente del lado de los Faístas cuando obtienen dos de los tres delegados para representar a Barcelona en el Pleno Regional de Sindicatos (eran Ascaso y José Canela). Los treintistas perdían el pulso de la clase obrera cuando a raíz de los asesinatos un mes antes, de tres sindicalistas por la Guardia de Asalto en el contexto de enfrentamientos callejeros y revueltas por sendas huelgas en Barcelona, la de la construcción y la Telefónica, Peiró se limitaba a referirse a los hechos en el periódico “Solidaridad Obrera” que dirigía en ese momento, como de explosión de sentimentalismo” y sin realizar una condena expresa. El equipo directivo del mayor medio de difusión del Sindicato era sustituido en pleno, nombrando a Felipe Alaiz, antiguo director del periódico faísta “Tierra y Libertad”, como nuevo director. Autoridades y burguesía no tardaron en promover una campaña de prensa contra Durruti, Ascaso y Oliver a los que se les calificaba de “auténticos enemigos públicos”.
Las políticas adoptadas por el Gobierno de una República más próxima a los intereses de la burguesía que de la clase obrera, con una tímida reforma agraria, la creación de la Guardia de Asalto, la oleada represiva al amparo de la aplicación de la Ley de Defensa de la República, el Decreto de Jurados Mixtos donde predomina -para algunos de forma excluyente- la UGT, la deficiente Ley de Maternidad, el auge nacionalista de Esquerra Catalana, etc. van a ser el caldo de cultivo que necesita el Grupo de los viejos Solidarios, ahora “Nosotros”, para su reactivación.
La tensión generada por las oleadas represivas del Gobierno, las violentas reacciones de los libertarios, las constantes convocatorias de huelgas y detenciones masivas, experimentan su punto álgido en 1932 con la masiva deportación a África de más de 100 sindicalistas y anarquistas de todo el país en aplicación de la Ley de Defensa de la República, con el consiguiente cierre de locales de la CNT y la FAI. Varios de los miembros del Grupo fueron detenidos, entre ellos Francisco y Domingo Ascaso y Durruti. Los miembros destacados que no habían corrido la misma suerte -Jover, Oliver y Ricardo Sanz- y con apoyo de varias Regionales, plantearon llevar al Comité Nacional del Sindicato, en ese momento con Pestaña como Secretario General, la necesidad de convocar una huelga general. Ello no fructificó y el enfrentamiento entre Oliver y Pestaña se hizo patente, a la postre una vez más entre la CNT y la FAI y de modo especial para los Solidarios (Nosotros).
En diciembre de 1932 se reúnen casi todos los Solidarios en casa de Oliver para preparar una insurrección a gran escala que tendría como escenarios Barcelona y Andalucía en enero de 1933. Era un plan arriesgado, precipitado, falto de armamento y del número necesario de militantes para que pudiera tener éxito. El fracaso fue evidente quedando patente la superioridad de las fuerzas del orden en todo momento a pesar de los duros enfrentamientos. Y es en este contexto insurreccional que tiene lugar la matanza de Casas Viejas a manos de la Guardia de Asalto ordenada por el capitán Manuel Rojas Feijespán, provocando un antes y un después en el escenario político-social del momento. El Gobierno de Azaña, desencadenó una dura represión sobre los insurrectos e ilegalizó a la CNT a pesar de que ésta desde el primer momento condenó la insurrección en la “Soli”. Los treintistas responsabilizaron a la FAI de planear la insurrección con el respaldo del Comité Nacional de la CNT. El 25 de febrero tiene lugar la creación por parte de los treintistas de la Federación Sindicalista Libertaria, con Pestaña como secretario provisional. Por su parte Peirats acusa al Grupo Nosotros de haber actuado sin respetar las decisiones de los dirigentes de la FAI, y estos a su vez llegan a poner en cuestión la pertenencia del mismo a la Federación. La polémica sobre el momento fundacional del Grupo Nosotros cobra sentido en ese momento.
Los principales miembros del Grupo en calidad de delegados de la FAI participan en actos y mítines libertarios en Andalucía, siendo detenidos en abril de ese mismo año bajo acusaciones tales como “incitación a la rebeldía” primero y como “presos gubernativos” después. Tras una penosa estadía en varios penales, con episodios de violencia y huelgas de hambre, a mayores de movilizaciones varias en el exterior para obtener su liberación y de la visita del escritor Pío Baroja, en otoño trasladan a Sevilla a Durruti, Paulino Díez, Ascaso y otros, al objeto de juzgarles al amparo de la Ley de Vagos y Maleantes que de modo discrecional permitía la detención en previsión de una posible comisión de un delito. Finalmente, el Gobierno decide liberarlos escalonadamente en octubre.
El ambiente en el país es de elecciones con un claro ascenso en torno a Gil-Robles de una agrupación de partidos de tinte conservador y confesión católica (la CEDA). Frente a lo cual el camino para el movimiento ácrata se presenta en forma de abstencionismo activo y revolución social. A diferencia de la insurrección del mes de enero, en esta revuelta la CNT jugó un papel protagónico. Pero una vez más el resultado fue fallido y el saldo de muertos, heridos, detenidos y daños materiales considerable. Fracasada la revolución social, nuevos planteamientos teóricos dentro del anarquismo cobran vigencia de mano de grupos de afinidad como el Grupo Nervio, Z, A y Afinidad y en detrimento de Nosotros y similares de carácter más pragmático. Es la “nueva FAI” que de mano de sus nuevos dirigentes (José Peirats de la Federación Local de Barcelona y Domingo Canela como secretario del Comité Regional de Cataluña) convocan en Horta a todos los grupos al objeto de definir las nuevas bases de reorganización de la Federación Local. Sorpresivamente ningún miembro del Grupo Nosotros asiste. Convocados exprofeso a una segunda reunión en que acuden Ascaso, Oliver y Aurelio Fernández, el cisma es patente : Ascaso había sido nombrado secretario general de la CNT en Cataluña y su situación no era fácil. Oliver deja claro que para ellos lo importante es mantener su libertad de acción, provocando las críticas por su falta de disciplina respecto de algunos de los acuerdos de la Federación y de constituir una “FAI dentro de la FAI”. Otras recriminaciones fueron más lejos como las vertidas por el grupo A que les acusó de ser capaces de prácticas marxistas y golpistas para la consecución de la revolución social y de anteponer en exceso la praxis a los postulados teóricos. A todo lo cual Ascaso responde en el periódico “Tierra y Libertad” del 23 de febrero del 1934 : “(…) somos víctimas de una falta de comprensión y de malas interpretaciones (…) Estoy de acuerdo en que no podemos construir sin saber de antemano lo que queremos hacer. Pero yo creo que el proletariado español ha aprendido más de las experiencias prácticas que los anarquistas les han hecho vivir, que de las publicaciones de los segundos, que los primeros no han leído. Debemos incrementar, en la medida de lo posible, el contenido teórico de nuestras actividades, pero sin el “doctrinarismo seco y marchito” que podría destruir, en parte, la gran acción constructiva que nuestros camaradas realizan en la lucha incesante entre los pobres y los ricos. Nuestro pueblo está listo para entrar en acción. Sólo si está en marcha podrá avanzar. No lo frenemos, ni siquiera para enseñarle las teorías más bonitas”. La “nueva FAI” adoptó el voto por mayorías para la toma de decisiones y ya a mediados del año 34 solo contaba con una media docena de grupos, incluso el propio Peirats y su grupo Afinidad abandonaron la Federación.
Cuando ya el golpe de Estado se presentaba inminente, las organizaciones obreras vieron su oportunidad para llevar a cabo la tan ansiada revolución social. En enero de 1935, tuvo lugar la reunión de la Federación Local de Grupos Anarquistas de Barcelona en torno a la que se congregaron los grupos Nosotros, Tierra Libre, Indomables, Nervio y Germen, y aprobaron la creación de un Comité Local de Preparación Revolucionaria. Fueron meses, hasta julio de 1936, durante los cuales el viejo grupo de los Solidarios nuevamente se reactiva como el resto de los grupos de afinidad y donde se apartaron las diferencias para el objetivo común de combatir al fascismo. Este período tiene como colofón para el mundo obrero en la celebración del IV Congreso Nacional de la CNT en Zaragoza donde se congregaron la representación de hasta 988 sindicatos que suponían más de medio millón de afiliados. Allí quedó patente la unión que bajo el mismo cartel de la CNT-FAI y movidos por el mismo sentimiento revolucionario, afrontaría los nefastos años venideros.

### Guerra Española de 1936 y fin del Grupo
Al declararse la Guerra civil española el grupo deja de actuar como tal integrándose sus miembros en diferentes columnas, organizaciones de defensa y puestos de gran importancia en el transcurso de la contienda. Ahora bien, tres de sus más destacados integrantes fallecen al inicio de la contienda: Ascaso el 20 de julio del 36, por la bala de un francotirador en la defensa del cuartel de Atarazanas cuando faltaban pocas horas para ser repelida por completo la pretendida toma de Barcelona por los golpistas (como homenaje una Columna llevaría su nombre -Columna Ascaso-); Durruti, caerá cuatro meses más tarde, en noviembre, al ser abatido por un disparo, cuya autoría todavía es causa de polémica entre los historiadores, en Madrid, ciudad a la que se había trasladado al frente de la Columna que llevaba su nombre desde Zaragoza en ayuda de la defensa de la capital -Columna Durruti-; y Gregorio Martínez, que fue asesinado en Lorenzana (León).
El destino del resto de los integrantes de Los Solidarios (Nosotros) fue diverso y respecto de algunos desconocido hasta la fecha. García Oliver, desempeña un papel clave en el Comité de Milicia, en la fundación de la Escuela Popular de Guerra y la Escuela de Militantes, así como en la constitución de la Columna Los Aguiluchos; participará en política junto con otros cenetistas llegando a asumir la cartera de Justicia del maltrecho Gobierno Republicano, cuestión que le granjearía numerosas críticas por parte de sus correligionarios; acaba exiliado en México donde muere en 1980. Antonio Ortiz, al frente de la Columna Sur-Ebro (más tarde conocida como Columna Ortiz) primero, al mando de la 25 División una vez militarizadas las milicias, y ya en el exilio francés fue deportado por el Gobierno de Vichy a Argelia para acabar luchando con honores del lado aliado desde 1942; en 1948 participa en un abortado atentado contra Franco; exiliado en Venezuela hasta su regreso a Barcelona donde muere en 1996. Aurelio Fernández, desempeñará funciones de dirección dentro de la FAI. y finalmente toma, junto a su compañera María Luísa Tejedor -Solidaria como él-, camino del exilio mexicano; al igual que Gregorio Jover, durante la guerra al frente de la Columna que lleva su nombre primero y de la 28 División después, llegando a dirigir el X Cuerpo de Ejército. Ricardo Sanz, asume el mando de la Columna Durruti tras su muerte y con la militarización de las milicias se pondría al frente de la 26 División; fue deportado a Djelfa (Argelia) y vivió en Francia tras acabar la Guerra regresando a España tras la muerte del Dictador. Alfonso Miguel, dirigiría en México el periódico Solidaridad Obrera hasta 1942. Miguel García Vivancos fue apresado por los nazis y encarcelado en Gaillac; liberado por mor de una acción de la resistencia, vivió en el exilio y murió en 1972. Juliana López podría salvarse de la represión franquista en Zaragoza, afincada en el barrio obrero de Ranillas donde regentó un bar hasta su fallecimiento. De muchos otros integrantes del grupo se desconocen sus derroteros. 
Se conserva una grabación sonora de un encendido discurso pronunciado el 20 de noviembre de 1937 por Juan García Oliver ya como Ministro de Justicia de la República, en el cementerio de Montjuïc de Barcelona, con ocasión de la inauguración del mausoleo en homenaje a Durruti, Ascaso y Ferrer Guardia, donde califica los miembros del grupo, incluyéndose él mismo, como "los mejores terroristas de la clase trabajadora, los que mejor podían devolver golpe por golpe el terrorismo blanco contra el proletariado" como los asesinatos de Salvador Seguí o Francesc Layret por parte de la patronal.

## Integrantes
Formaron parte, entre otros:
- Joan García Oliver
- Aurelio Fernández
- Buenaventura Durruti
- Francisco Ascaso
- Alejandro Ascaso
- Antonio Ortiz Ramírez
- Juliana López Mainar
- Ramona Berni
- Gregorio Jover
- Antonio Martín Escudero
- Miguel García Vivancos
- María Luísa Tejedor
- Pepita Not
- Rafael Torres Escartín
- Ricardo Sanz
- Oscar Soriano
- Alfonso de Miguel Martorell
- Francesc Sabaté"el Quico"

## Legado
Existe una canción de homenaje a Los Solidarios compuesta por el escritor "Chicho" Sánchez Ferlosio.